# Hutÿra Ferenc
Szepeshelyi Hutÿra Ferenc (teljes nevén Hutÿra Ferenc András, ejtsd: hutira; Szepeshely-Zsibra, 1860. október 7. – Budapest, 1934. december 20.) szlovák származású magyar állatorvos, orvos, patológus, a Magyar Tudományos Akadémia levelező (1910), rendes (1921), majd tiszteleti (1934) tagja. A magyarországi állatorvos-tudomány kimagasló jelentőségű, világszerte elismert alakja, az állatorvosi patológia, járványtan, belgyógyászat, immunológia, szerológia és virológia, valamint az igazságügyi állatorvostan terén végzett munkássága egyaránt kiemelkedő. Nevéhez fűződik a korszerű humánorvosi szemlélet és gondolkodásmód meggyökereztetése az állatorvos-tudományban. A budapesti Magyar Királyi Állatorvosi Főiskola megszervezője és három évtizeden keresztül rektora volt.

## Életútja
Hutÿra András és Kossik Zsuzsanna fiaként született Sibra-fürdőn (Sivabrada) szlovák anyanyelvű családban, 1860. október 9-én keresztelték. Késmárki és iglói alapiskolái után gimnáziumi tanulmányait Znióváralján, Egerben és Lőcsén végezte. 1878-ban a Budapesti Tudományegyetem orvosi karára iratkozott be, ahol az 1880/1881-es tanévben az élettani intézet demonstrátora volt. 1883-ban szerezte meg orvosi oklevelét, de már 1882-től gyakornokként dolgozott Scheuthauer Gusztáv mellett az egyetem kórbonctani intézetében. 1886-ban az Állatorvosi Tanintézet kórbonctani segédtanárává nevezték ki, majd nyugat-európai körútra ment, amelynek során Ausztria, Németország, Dánia, Belgium, Franciaország és Svájc egyetemi állatorvosi intézeteinek munkáját tanulmányozta. Hazatérést követően, 1887-ben az állatorvosi kórbonctan előadó tanára lett. 1888-ban átvette az állatorvosi belgyógyászati klinika vezetését, s az állatorvosi belorvostan és járványtan rendes tanáraként végzett oktatótevékenységet, 1889-ben pedig az állatjárványtan, állat-egészségügyi rendészet és hússzemle magántanárává nevezték ki.
Az 1890-es évek elejétől aktívan részt vett az Állatorvosi Akadémia szervezeti átalakításában, s 1897-ben a tanintézet igazgatója lett. 1899-ben nyilvános rendkívüli tanári címet kapott, egyúttal az önállósodott Magyar Királyi Állatorvosi Főiskola első rektora lett, s ezt a posztot egészen 1931-ig betöltötte. 1901-ben a belgyógyászati klinika vezetését átadta Marek Józsefnek, s a főiskola járványtani intézetének munkáját irányította tovább. 1906-ig a húshigiénia, 1927-ig a járványtan, 1927-től haláláig a törvényszéki állatorvostan tárgykörök előadó tanára is volt, 1917-ben pedig ideiglenesen megbízták a patológiai tanszék vezetésével is.
1906-ban udvari tanácsossá nevezték ki, 1917-ben nemesi címet kapott, és felvette a szepeshelyi előnevet. 1927-től haláláig az Állatorvosi Főiskola képviseletében a felsőház tagja volt. 1931-ben a rektorságról lemondott, 1933 augusztusában pedig a szervezetén elhatalmasodó betegsége miatt a tanítástól és a tudományos közélettől egyaránt visszavonulva nyugdíjba ment. Neje Hajós Magdolna volt.

## Munkássága
Pályája elején főként a humánpatológia érdekelte, első tudományos közleményei is e tárgyban jelentek meg, többek között a nyitott gerinc (spina bifida) és a májtumor kórtanáról. Az 1880-as évek közepén tudományos érdeklődése az állatorvos-tudomány felé fordult. Elsősorban állatjárványtannal, a fertőző állati betegségek patológiai és fiziológiai kutatásával, diagnosztizálásával és belgyógyászati kezelésével foglalkozott. Jelentős eredményeket ért el a gümőkór, a takonykór, a tenyészbénaság, a keleti marhavész, a lépfene, a sertésorbánc, a tetanusz, az Aujeszky-kór, és sok más állatbetegség vizsgálatában, beazonosította és leírta a sertés brucellózisát, de legjelentősebbek a klasszikus sertéspestissel (sertésvész) kapcsolatos kutatásai voltak. Az 1895 körül Magyarországon is felbukkanó, amerikai eredetű betegségről kimutatta annak vírusjellegét, s munkatársaival kidolgozott egy a sertéspestis ellen az 1950-es évekig világszerte alkalmazott oltóanyagot. Első akadémiai székfoglalóját is e témában tartotta 1912-ben (A sertéspestis elleni immunizálás kísérleti alapja). Sertéspestis-vizsgálatainak tudományos, kísérleti hátteréül hozta létre Köves Jánossal együtt 1907-ben azt a kőbányai virológiai laboratóriumot, amely 1912-től Phylaxia Oltóanyagtermelő Vállalat néven működött tovább, s ma is Magyarország egyik vezető állatgyógyászati termékeket gyártó vállalata. Immunológiai és szerológiai vizsgálatai során a szarvasmarhák látens fertőzésének felderítésére elsőként használta a tuberkulint (1891), az inapparens (tünetmentes) fertőzöttség kimutatására bevezette a malleinpróbát (1907), s ugyancsak elsőként mutatott rá az oltási komplikációk lehetőségére.
Szervezőmunkájának volt köszönhető az általa három évtizeden át vezetett Magyar Állatorvosi Főiskola modern tudományos kutatóhellyé fejlesztése, amelynek katedráira a magyar állatorvos-tudomány kiválóságait, fiatalabb kollégáit és tanítványait hívta meg, többek között Marek Józsefet, Köves Jánost és Manninger Rezsőt. Marekkal közösen írt, 1905-ben németül megjelent háromkötetes állatorvosi belgyógyászata világszínvonalú kézikönyvnek számított, amelyet tizenegy további nyelven adtak ki a 20. század folyamán. Részt vett több állatorvosi szakfolyóirat szerkesztésében (pl. Állategészségügyi Évkönyv, 1889–1902; Veterinarius, 1887–1902; Állatorvosi Lapok, 1903–1914), 1890-től pedig rovatvezetője volt a Köztelek című mezőgazdasági szaklapnak.
Hatékonyan közreműködött az országos állat-egészségügyi hálózat fejlesztése érdekében is. A háttérből vett részt több állat-egészségügyi rendelet és törvény előkészítésében és megalkotásában, törekvéseinek köszönhetően alakulhatott meg 1900-ban az Országos Állategészségügyi Tanács.

## Társasági tagságai és elismerései

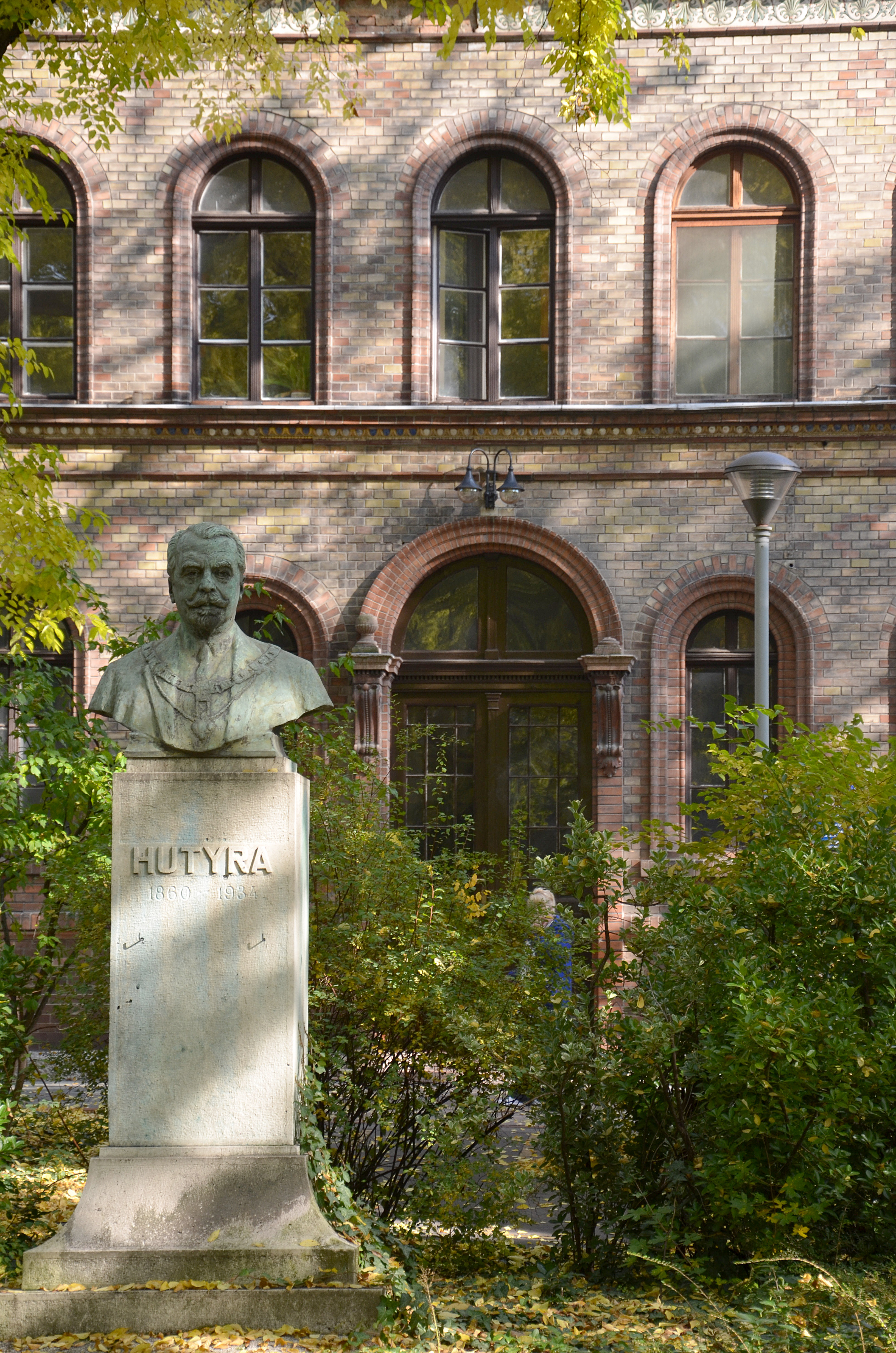
Hutÿra mellszobra az Állatorvostudományi Egyetem kertjében (Maugsch Gyula, 1937)

Tudományos eredményei elismeréseként a Magyar Tudományos Akadémia 1910. április 28-án levelező, 1921. május 8-án rendes, 1934. május 11-én tiszteleti tagjává választotta, 1932-ben a IV. (Orvostudományi) Osztály másodelnöke lett. Emellett rendes (1918), majd tiszteleti (1928) tagja, 1933-tól másodelnöke volt a Szent István Akadémiának is. 1902-ben a Belga Királyi Orvostudományi Akadémia (Académie royale de médecine de Belgique), 1904-ben a Torinói Mezőgazdasági Akadémia (Accademia di Agricoltura di Torino), 1929-ben a Francia Állatorvosi Akadémia (Académie vétérinaire de France), 1933-ban a Francia Biológiai Társaság (Société biologique de France) és a Finn Állatorvosi Szövetség (Suomen Eläinlääkäriliitto) levelező tagjává választották. A Svéd Állatorvosi Egyesület (Sveriges Veterinärförbund) 1906-ban, a londoni Állatorvosok Királyi Akadémiája (Royal College of Veterinary Surgeons) 1914-ben hívta tiszteleti tagjai sorába. 1900-tól haláláig alelnöke volt az Országos Állategészségügyi Tanácsnak, 1920-tól pedig a Budapesti Királyi Orvosegyesületnek és a Magyar Természettudományi Társaságnak. 1921-től alapító tagja és igazgatóbizottsági elnöke volt a párizsi székhelyű Nemzetközi Állatjárványügyi Hivatalnak (Office international des épizooties). Több felsőoktatási intézmény díszdoktorává választotta: 1909-ben a bécsi, 1911-ben a berlini állatorvos-tudományi főiskola tiszteletbeli doktora, 1922-ben pedig a pécsi Erzsébet Tudományegyetem tiszteletbeli nyilvános rendes tanára lett.
1898-ban a Vaskorona-rend III. osztályú kitüntetését, 1890-ben a Ferenc József-rend lovagkeresztjét, 1908-ban középkeresztjét kapta meg állat-egészségügyi törekvéseiért. Tudományos munkásságáért 1915-ben a Balassa János-emlékérem, 1930-ban a Corvin-koszorú díjazottja lett, életművéért pedig 1929-ben vehette át a Magyar Érdemkereszt nagykeresztjét, 1933-ban pedig a Magyar Érdemkereszt csillagát. Az említetteken túl számos – német, román, dán, francia stb. – állami kitüntetésben részesült.

## Emlékezete

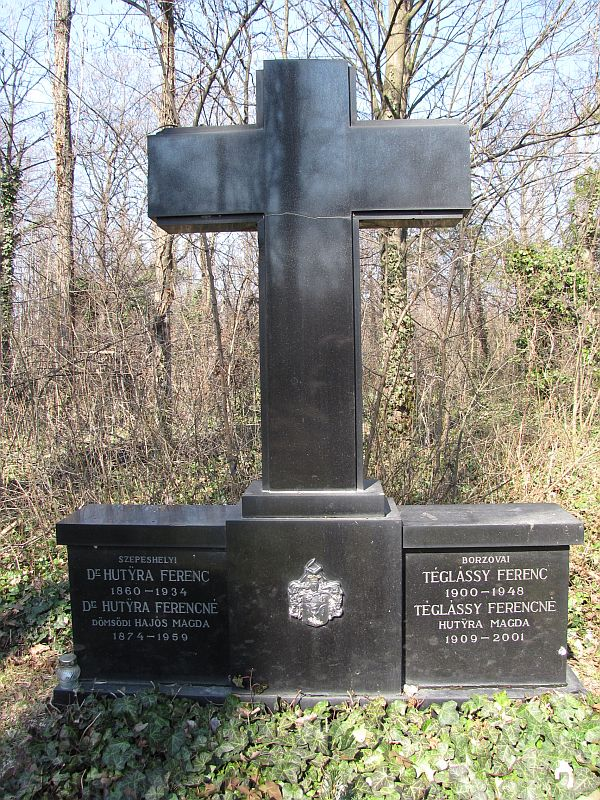
Hutÿra Ferenc sírja a budapesti Kerepesi temetőben (47-1-80)

Úttörő jelentőségű, nagy ívű munkássága és életműve tiszteletére a Magyar Agrártudományi Egyesület Állatorvosok Társasága 1961-ben megalapította a Hutÿra Ferenc-emlékérmet. A fővárosi Állatorvostudományi Egyetem parkjában áll Hutÿra 1937-ben felállított mellszobra, Maugsch Gyula műve. Az Állatorvostudományi Egyetem közelében utcát neveztek el róla, az Erzsébetvárosban.

## Főbb művei
- A zsírok átszivárgásáról, nevezetesen az epe befolyása alatt, Budapest, 1881
- A háziállatok fertőző betegségeinek oktana, Budapest, 1888
- Kórboncztani diagnosztika, útmutatással a házi állatok bonczolására, Budapest, 1889
- Útmutatás a marha- és vágóhídi szemle megejtésére: Vágohídi biztosok számára, Budapest, 1889
- Kísérletek a tuberculinnal szarvasmarhákon, Budapest, 1891
- Vaccination contre l'anthrax et la rouget des porcs, Budapest, 1893
- Állatbiztosítás, Budapest, 1893
- Állatorvosi belgyógyászat, I–III. köt., Budapest, 1894–1898
- A szavatosság az állatkereskedelemben, tekintettel a hazai joggyakorlatra, Budapest, 1895
- Útmutatás a ragadós száj- és körömfájás ellen való védekezésre és ezen betegség gyógyítására, Budapest, 1897
- Szabályrendelet tervezete a gümőkór irtásáról és az ellene való védekezésről, Budapest, 1898
- Húspárolók és desinfectorok, Budapest, 1900
- Az állatszavatosság, Budapest, 1902
- Az állatszavatosság a magyar polgári törvénykönyv tervezetében, Budapest, 1903
- Állatorvosi belgyógyászat, Budapest, 1904 (Marek Józseffel).
- Spezielle Pathologie und Therapie der Haustiere, I–II. köt., Jena, 1905–1906 (Marek Józseffel).
- Törvényszéki állatorvostan, Budapest, 1908
- A sertésvész elleni immunizálás kísérleti alapja, Budapest, 1912
- Az ember és az állatok tuberkulosisa, Budapest, 1913
- A keleti marhavész, Budapest, 1915
- Die orientalische Rinderpest, Jena, 1916 (Marek Józseffel)
- Az állati gümőkór szerepe az ember, különös tekintettel a gyermekek gümőkórjának terjedésében, Budapest, 1917
- A háziállatok fertőző betegségei, Budapest, 1920
- Állatorvosi belgyógyászat, Budapest, 1923
- Tudnivalók az állatforgalmi szavatosságról, Budapest, 1923
- Állatorvosi belgyógyászat, Budapest, 1924 (Marek Józseffel)
- Az Állatorvosi Főiskola múltja és jövője, Budapest, 1925

## További irodalom
- Manninger Rezső: Hutÿra Ferenc t. tag emlékezete: Felolvasta a Magyar Tudományos Akadémia 1943. november 29-i összes ülésén. Budapest: MTA. 1944.  = Az MTA Elhunyt Tagjai Fölött Tartott Emlékbeszédek, XXIV/6,  Hozzáférés: 2021. november 15.
- Karasszon Dénes: Hutÿra Ferenc. Budapest, 1975.
- Karasszon Dénes: Hutÿra Ferenc, az állatorvostudomány géniuszának alakja a „Veterinarius” centenáriumának fényében (magyar nyelven) pp. 435-438. Magyar Állatorvosok Lapja, 1978. [2004. január 15-i dátummal az eredetiből archiválva]. (Hozzáférés: 2009. augusztus 18.)